# 浮梁镇
浮梁镇，是中华人民共和国江西省景德镇市浮梁县下辖的一个乡镇级行政单位。

## 行政区划
浮梁镇下辖以下地区：
城南社区、城北社区、万平社区、旧城村、大洲村、教场村、洋湖村、新平村、韩源村、茶培村、查大村、金竹村和林场生活区。

## 中国传统村落
2012年，旧城村被评为首批“中国传统村落”。